# Mai Kyokawa
Mai Kyokawa (京川 舞 Kyokawa Mai?,  nacida el 28 de diciembre de 1993 en Ibaraki) es una futbolista japonesa que juega como delantero.
Kyokawa jugó 5 veces para la selección femenina de fútbol de Japón entre 2012 y 2015.

## Trayectoria

### Clubes
| Club                   | País     | Año               |
| ---------------------- | -------- | ----------------- |
| INAC Kobe Leonessa     | Japón    | 2012 - 2022       |
| 1. FFC Turbine Potsdam | Alemania | 2022 - Actualidad |

### Selección nacional
| Selección | País  | Año         |
| --------- | ----- | ----------- |
| Absoluta  | Japón | 2012 - 2015 |

## Estadística de equipo nacional
| Selección femenina de fútbol de Japón | Selección femenina de fútbol de Japón | Selección femenina de fútbol de Japón |
| Año                                   | Partidos                              | Goles                                 |
| ------------------------------------- | ------------------------------------- | ------------------------------------- |
| 2012                                  | 2                                     | 0                                     |
| 2013                                  | 0                                     | 0                                     |
| 2014                                  | 0                                     | 0                                     |
| 2015                                  | 3                                     | 0                                     |
| Total                                 | 5                                     | 0                                     |